# Кузнечик и муравьи
«Кузнечик и муравьи» (англ. The Grasshopper and the Ants) — 42-й короткометражный фильм рисованного мультсериала Silly Symphonies, созданный Walt Disney Productions и выпущенный United Artists 10 февраля 1934. Он основан на классической басне Эзопа «Муравей и цикада».

## Сюжет
Кузнечик играет на скрипке, танцует и ест листья. Он замечает, что некоторые муравьи усердно собирают еду. Он говорит муравью, что на каждом дереве есть еда, и он не видит причин для работы. Муравей тоже начинает танцевать. Приходит королева и муравей немедленно возвращается к работе. Строгая королева предупреждает кузнечика, что он изменит свою мелодию, когда придёт зима. Кузнечик беспечно отмахивается от королевы, говоря, что до зимы ещё далеко.
Проходит осень и наступает зима. Холодный и голодный кузнечик бродит по снегу. Он находит один засохший лист, но того сдувает ветер. Тем временем муравьи пируют. Кузнечик стучит в их дверь и падает. Муравьи несут его внутрь, греют и кормят. Кузнечик просит у королевы разрешения остаться. Она говорит ему, что только те, кто работает, могут здесь жить. Думая, что его выгоняют, он начинает уходить, но королева говорит ему сыграть на скрипке. Пока муравьи танцуют, он радостно играет и поёт.

## Создатели
- Режиссёр: Уилфред Джексон.
- Сценаристы: Уильям Коттрелл на основе Эзопа.
- Продюсер: Уолт Дисней.
- Композитор: Ли Харлайн.
- Аниматоры:  Арт Бэббит, Лес Кларк, Хью Хеннеси, Дик Хьюмер, Albert Hurter, Дик Ланди, Хэмильтон Ласки, Томас Мак-Кимсон, Билл Робертс, Leonard Sebring, Бен Шарпстин, Edward Smith, Frenchy de Tremaudan и Сай Янг.

## Озвучивание
- Пинто Колвиг — кузнечик

## Релиз
- США — 10 февраля 1934
- Великобритания — Март 1934
- Италия — Ноябрь 1934
- Швеция — 17 декабря 1934
- Германия — 1 марта 1935
- США — 7 июля 1950 (повторный релиз)
- Дания — 15 ноября 1952

### Телевидение
- «Disneyland» — Эпизод #3.22
  - «More About the Silly Symphonies»
- «The New Mickey Mouse Club» — 30 сентября 1977
- «Good Morning, Mickey» —  Эпизод #39
- «Donald's Quack Attack» — Эпизод #35
- «Sing Me a Story with Belle»
  - «Taking the Easy Way Out»
- «The Ink and Paint Club» — Эпизод #1.38
  - «Infested Silly Symphonies»
- «Treasures from the Disney Vault» — 17 декабря 2015

### На носителях

#### VHS
- «Storybook Classics»
- «50 Classic Cartoons» — Volume 5

#### DVD
- «Walt Disney Treasures»
  - «Silly Symphonies»
- «Walt Disney's Timeless Tales» — Volume 1
- «Walt Disney Animation Collection: Classic Short Films» — Volume 5
  - «The Wind in the Willows»

#### Blu-ray
- «A Bug's Life»

## Отзыв критика
Леонард Молтин писал, что период 1934–1935 годов на диснеевской студии был отмечен созданием таких замечательных фильмов, как «Кузнечик и муравьи», «Черепаха и Заяц», «Концерт».